# Ashikaga Yoshikazu
Ashikaga Yoshikazu (japanisch 足利 義量; * 27. August 1407; †  17. März 1425) war der fünfte Shōgun des Ashikaga-Shōgunats, der von  1423 bis 1425 während der Muromachi-Zeit Japans regierte.
Yoshikazu war Sohn des vierten Shōgun, Ashikaga Yoshimochi.
Nach dem Rücktritt seines Vaters wurde Yoshikazu Seii Taishōgun, starb aber zwei Jahre später. Sein noch lebender Vater benannte keinen neuen Nachfolger für das Shōgunat und starb einige Zeit danach selbst.  Der sechste Shōgun, Yoshikazus Onkel Ashikaga Yoshinori, wurde 1429 durch das Los bestimmt.